# Karate Champ
Karate Champ est un jeu vidéo de combat en face à face et d'arcade édité en 1984 par Technos Japan pour Data East.

## Système de jeu
Le joueur contrôle un karatéka affrontant soit l'ordinateur, soit un autre joueur. Un large éventail de coups peut être réalisé à l'aide de deux joysticks. Chaque coup porté à son adversaire le fait s'écraser au sol et rapporte un point ou un demi-point. Le premier à marquer deux points gagne la manche. Le jeu propose un format au meilleur des trois manches et un tour bonus pour le vainqueur de chaque manche. La version japonaise se passe dans des dojos et la version occidentale se déroule dans des lieux plus exotiques.

## Adaptations
Une version arcade sortie la même année sous le nom de Karate Champ - Player Vs Player. inspire la version portée en 1985 pour Apple II et Commodore 64, et en 1986 pour NES (sorti en 1988 pour Famicom Disk System, la version japonaise de la NES).
Un portage sur Intellivision est annoncé par INTV lors du Winter Consumer Electronics Show 1986,, mais ne voit finalement jamais le jour.

## Postérité
Le jeu est l'une des entrées de l'ouvrage Les 1001 jeux vidéo auxquels il faut avoir joué dans sa vie.